# Touit huetii
Il pappagallino spallescarlatte (Touit huetii Temminck, 1830) è un uccello della famiglia degli Psittacidi. Caratterizzato dalle spalle rosse, con una zona rossa molto diffusa nella parte inferiore dell'ala nel maschio e verde con poco rosso nella femmina, ha piumaggio base verde, più pallido nelle parti ventrali, taglia attorno ai 16 cm, una seconda banda sulla spalla di colore blu e la parte inferiore della coda rossa nel maschio. La testa mostra una corona nero-blu appena accennata, guance azzurre e fronte e lati della testa bruni; tutte colorazioni che mancano nei soggetti immaturi, essendo tutta la zona verde. È distribuito in Colombia, Venezuela, Guyana, Ecuador e Bolivia, dove abita le foreste fino ai 1200 metri di quota.